# São Benedito (distrito de Santa Luzia)
São Benedito é um distrito pertencente ao município de Santa Luzia (Minas Gerais). Possui e altitude média de 760 metros e dista 10 km do centro da sede do município e 18 km do centro de Belo Horizonte. Foi criado pela Lei estadual de Minas Gerais nº 2.764, de 30 de dezembro de 1962.
Abrange os grandes conjuntos habitacionais Cristina e Palmital, e os bairros: Asteca, Baronesa, Belo Vale, Castanheira, Chácaras Santa Inês, Chácaras Gervásio Lara, Duquesa I e II, Londrina, Liberdade, Luxemburgo, Chácaras Del Rey, São Cosme, Três Corações, Vila Nova Esperança, Vila Nova Conquista, Vila Santo Antônio e o Bairro São Benedito, que dá nome a toda região.
Na época de abertura das vias do bairro Chácaras Santa Inês em 1970, foram localizados centenas de cacos de cerâmica, comprovando a existência de um grande aldeamento pré-histórico na região do Distrito de São Benedito. A maior parte dos materiais foi recolhido por arqueólogos da Universidade Federal de Minas Gerais.
O distrito começou a ser urbanizado na década de 1940 e atualmente conta com um movimentado centro comercial com sua maior concentração na Avenida Brasília que corta o distrito. O Distrito de São Benedito também possui grande concentração populacional, superando em muito a sede do município, tanto no aspecto comercial quanto no número de habitantes. Pela conurbação com Belo Horizonte, é confundida como sendo periferia desta capital. Sua população de acordo com o Censo 2022 pelo IBGE é de 139.817 habitantes, representando cerca de 63% da população total do município.